# Lysandra semiarcuata
Lysandra semiarcuata är en fjärilsart som beskrevs av Courvoisier 1903. Lysandra semiarcuata ingår i släktet Lysandra och familjen juvelvingar. Inga underarter finns listade i Catalogue of Life.